# El dia d'en Martin
El dia d'en Martin (títol original: Martin's Day) és una pel·lícula canadenca dirigida per Alan Gibson, estrenada l'any 1985. Ha estat doblada al català.

## Argument
Tement ser recapturat, un condemnat que es va escapar de la presó anomenat Martin Steckert, pren com a ostatge un nen de dotze anys també anomenat Martin, un noi bo i tranquil. El nen, que ha viscut sense il·lusions, aviat s'encaterina amb aquest home i decideix quedar-se amb ell. Steckert el portarà a la seva casa natal, una cabana al costat d'una cabana amb un llac. Però la policia és a prop i disposada a disparar.

## Repartiment
- Richard Harris: Martin Steckert
- Lindsay Wagner: Dr. Mennen
- James Coburn: Tinent Lardner
- Justin Henry: Martin
- Karen Black: Karen
- John Ireland: cerveser
- Saul Rubinek: Autostopista
- Simon Reynolds: Jim